# Keir Radnedge
Keir Radnedge (* 1948) ist ein britischer Autor und Sportreporter für die BBC.
Er arbeitete unter anderem am World Soccer Magazine mit und veröffentlichte eine zweistellige Anzahl an Büchern. Seine bekannteste Veröffentlichung ist The Complete Encyclopedia of Soccer. Zudem arbeitet er für das deutsche Kicker-Sportmagazin.